# 임상수의학
임상수의학(Clinical Veterinary Medicine)이란 동물의 병에 대한 진료 및 치료에 중점을 둔 분야이다. 임상수의학은 기초수의학과 예방 수의학의 내용을 응용하는 분야라고도 할 수 있다.

## 하위 분야

### 수의내과학
수의내과학(Veterinary Internal Medicine)은 동물들에게 발생한 내과적 질병을 정확히 진단치료하기 위한 학문이다. 특히 외관상 상처나 병의 종류가 비교적 잘 드러나는 수의외과학과 다르게 수의내과학에서는 그 질병의 종류나 정도를 육안상으로 파악할 수 없다. 또한 말을 통해 증상 등을 표명하는 인간과 다르게 그렇지 못한 동물들의 내적 질병을 치료하는 수의내과학에서는 한 질병에 대해서 동물들이 나타내는 임상 증상을 잘 이해하고 전례로부터 얻은 다양한 결과를 통해 가장 알맞은 진단을 내리고 동물을 치료하는 것이 가장 중요하다.   

### 수의외과학
수의외과학(Veterinary Medicochirurgical)은 동물의 외과적 질환에 대한 기본 처지방법을 익히는 학문을 말한다. 외과적 수술기구, 마취, 수술방법, 대표적 외과질환 등에 대해 학습한다. 

### 수의산과학
수의산과학(Veterinary Medicine Obstetrics)은 인간으로 보면 산부인과의 역할을 하는 수의학 분야라고 할 수 있다. 즉 동물의 삶에서 대단히 중요하게 여겨지는 번식에서 출산까지의 전과정에 대한 정보들을 다룬다. 또한 호르몬이나 임신 중 질병 등 특별한 요소들에 대한 지식들도 함께 다룬다.

### 수의진단검사의학
수의진단검사의학(Veterinary Laboratory Medicine)은 동물로부터 채취한 혈액을 비롯한 다양한 종류의 시료를 대상으로 연구를 진행하여 질병의 조기 발견, 치료 등의 작업을 수행하는 학문이다. 이는 혈액학, 임상생화학, 분자생물학, 임상진단면역학, 임상미생물학 등을 기초로 하여 다양한 연구를 진행한다.

### 수의영상의학
수의영상의학(Veterinary Image Medical Science)은 임상수의학의 가장 중요한 분야 중 하나라고 할 수 있다. 동물들은 어디가 얼마나 아픈지에 대한 표현을 사람처럼 할 수 없고, 사람 또한 동물의 질병에 대해 육안으로 관찰할 수 있는 사례가 드물기 때문에 수의학에서는 흔히 말하는 '영상적' 방법을 통해 수의사들은 동물들의 질병을 예측하고 진단한다. 영상의 종류에는 '방사선', '초음파', '컴퓨터 단층촬영술', '자기공명영상(MRI)', '투시 검사법' 등이 있다. 그리고 수의영상의학에서는 다양한 영상들을 서로 비교하고 활용하는 방법들 또한 포함하고 있다. 

### 수의피부과학
수의피부과학(Veterinary Dermatology)은 동물의 피부에 발생하는 질병을 진단치료 및 예방하는 임상수의학의 한 분야이다. 여기서는 피부의 구조 및 기능, 피부병변의 구분 및 정의, 피부검사법, 피부질병 등의 내용을 다루고 있다.

## 참고 자료
- 네이버 지식백과 '임상수의학'
- 미리 가보는 수의학 교실(충북대학교 수의학교재편찬위원회) 249쪽 ~ 360쪽 - '임상수의학'